# Epirhyssa sauteri
Epirhyssa sauteri là một loài tò vò trong họ Ichneumonidae.